# 직무강요죄
직무강요죄(職務強要罪)는 공무원에 대하여 그 직무상의 행위를 강요 또는 저지(沮止)하거나 그 직을 사퇴하게 할 목적으로 폭행 또는 협박하는 죄. 5년 이하의 징역 또는 1천만원 이하의 벌금에 처한다(135조 2항). 장래의 직무집행에 관하여 폭행·협박이 행하여진다는 점에서 본죄의 특색이 있다. '직무상의 행위'는 공무원이 그 직무상 행할 수 있는 일체의 행위를 지칭하며 그 행위는 공무원의 직무권한에 속하는 행위라야 하므로 권한 없는 행위를 강요하여도 본죄는 성립되지 않는다. 그리고 권한 내의 행위인 이상 그것이 정당한가 부당한가를 가리지 않는다. 본죄는 목적범이나 폭행·협박의 결과 그 목적이 실현됨을 요하지는 않는다.